# Eleições estaduais no Ceará em 1950
As eleições estaduais no Ceará em 1950 ocorreram em 3 de outubro como parte das eleições gerais em 20 estados, no Distrito Federal e nos territórios federais do Acre, Amapá, Rondônia e Roraima. Nelas foram eleitos o governador Raul Barbosa, o vice-governador Stênio Gomes e o senador Onofre Gomes, além de 17 deputados federais e 45 deputados estaduais.
Pela primeira vez após o Estado Novo, o PSD conseguiu vencer a UDN e nesse ínterim Raul Barbosa conquistou o governo estadual. Natural de Fortaleza e funcionário público estadual, ele se formou advogado na Universidade Federal do Ceará em 1935 e chegou à condição de procurador-geral do estado por escolha do governador Menezes Pimentel. Eleito deputado federal em 1945, participou da elaboração da Constituição de 1946.
Fator decisivo para a vitória do PSD nas eleições foi atrair o PSP para uma aliança oferecendo-lhe a posição de vice-governador em sua chapa. Graças a esse acordo tal posição coube ao advogado Stênio Gomes. Também formado pela Universidade Federal do Ceará e vítima do Estado Novo, ele nasceu em Baturité e em 1934 foi eleito deputado estadual. Após um hiato retornou à política como deputado federal em 1945 e foi secretário de Agricultura no governo Faustino Albuquerque. Ressalte-se que Stênio Gomes foi efetivado quando Raul Barbosa deixou o governo para candidatar-se a senador.
Originário da Escola Militar do Realengo, o senador Onofre Gomes atingiu a patente de General de Divisão em 1949 e foi comandante da 10ª Região Militar em Fortaleza, da Polícia Militar do Distrito Federal e da 4ª Região Militar em Belo Horizonte. Natural de Camocim, foi derrotado por Faustino Albuquerque na refrega pelo governo do estado via PSD em 1947, sendo eleito depois senador em 1950.

## Resultado da eleição para governador
Conforme o acervo do Tribunal Regional Eleitoral do Ceará.
| Candidatos a governador do estado | Candidatos a vice-governador | Número | Coligação           | Votação | Percentual |
| --------------------------------- | ---------------------------- | ------ | ------------------- | ------- | ---------- |
| Raul Barbosa PSD                  | Ver abaixo -                 | -      | PSD, PSP, PR        | 249.132 | 54,80%     |
| Edgar de Arruda UDN               | Ver abaixo -                 | -      | UDN (sem coligação) | 205.453 | 45,20%     |

## Resultado da eleição para vice-governador
Conforme o acervo do Tribunal Regional Eleitoral do Ceará.

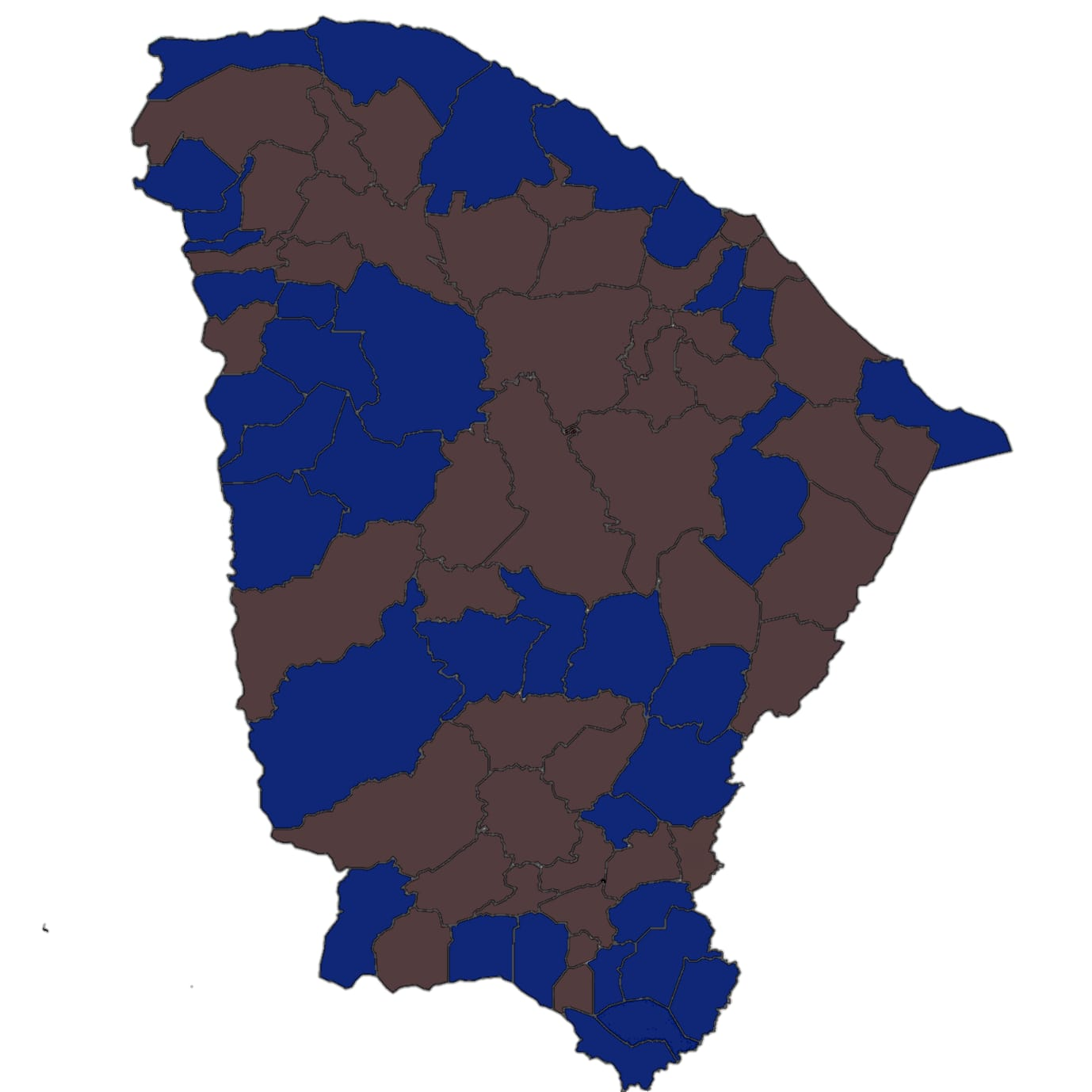
Mapa da eleição para vice-governador no Ceará em 1950: Stênio Gomes Fausto Cabral
Fonte: TRE-CE

| Candidatos a governador do estado | Candidatos a vice-governador | Número | Coligação           | Votação | Percentual |
| --------------------------------- | ---------------------------- | ------ | ------------------- | ------- | ---------- |
| Ver acima -                       | Stênio Gomes PSP             | -      | PSD, PSP, PR        | 231.377 | 52,31%     |
| Ver acima -                       | Fausto Cabral UDN            | -      | UDN (sem coligação) | 210.977 | 47,69%     |

## Resultado da eleição para senador
Dados fornecidos pelo Tribunal Regional Eleitoral do Ceará.
| Candidatos a senador da República | Primeiro suplente de senador | Número | Coligação           | Votação | Percentual |
| --------------------------------- | ---------------------------- | ------ | ------------------- | ------- | ---------- |
| Onofre Gomes PSD                  | Ver abaixo -                 | -      | PSD, PSP, PR        | 236.705 | 53,84%     |
| Fernandes Távora UDN              | Ver abaixo -                 | -      | UDN (sem coligação) | 202.902 | 46,16%     |

## Resultado da eleição para suplente de senador
Foram apurados 405.061 votos nominais.
| Candidatos a senador da República | Primeiro suplente de senador | Número | Coligação           | Votação | Percentual |
| --------------------------------- | ---------------------------- | ------ | ------------------- | ------- | ---------- |
| Ver acima -                       | Góes de Barros PSD           | -      | PSD, PSP, PR        | 203.676 | 50,28%     |
| Ver acima -                       | José de Borba UDN            | -      | UDN (sem coligação) | 201.385 | 49,72%     |

## Deputados federais eleitos
São relacionados os candidatos eleitos com informações complementares da Câmara dos Deputados.

Representação eleita
  PSD: 8
  UDN: 8
  PSP: 1

Fonteː
| Deputados federais eleitos | Partido | Votação | Percentual | Cidade onde nasceu | Unidade federativa |
| Antônio Horácio            | PSD     | 23.451  |            | Aracoiaba          | Ceará              |
| Armando Falcão             | PSD     | 21.905  |            | Fortaleza          | Ceará              |
| Virgílio Távora            | UDN     | 21.309  |            | Jaguaribe          | Ceará              |
| Paulo Sarasate             | UDN     | 20.374  |            | Fortaleza          | Ceará              |
| Francisco Monte            | PSD     | 19.689  |            | Sobral             | Ceará              |
| Gentil Barreira            | UDN     | 19.579  |            | Solonópole         | Ceará              |
| Sá Cavalcanti              | PSD     | 19.565  |            | Fortaleza          | Ceará              |
| Menezes Pimentel           | PSD     | 17.966  |            | Santa Quitéria     | Ceará              |
| Parsifal Barroso           | PSD     | 16.789  |            | Fortaleza          | Ceará              |
| Otávio Lobo                | PSD     | 16.117  |            | Santa Quitéria     | Ceará              |
| Alfredo Barreira           | UDN     | 15.774  |            | Solonópole         | Ceará              |
| Adolfo Gentil              | PSD     | 15.479  |            | Fortaleza          | Ceará              |
| Alencar Araripe            | UDN     | 14.758  |            | Pereiro            | Ceará              |
| Leão Sampaio               | UDN     | 14.029  |            | Barbalha           | Ceará              |
| Adail Cavalcanti           | UDN     | 12.625  |            | Iguatu             | Ceará              |
| Humberto Moura             | UDN     | 12.153  |            | Acaraú             | Ceará              |
| Walter Sá                  | PSP     | 11.292  |            | Fortaleza          | Ceará              |
| Fonte:                     |         |         |            |                    |                    |

## Deputados estaduais eleitos
Foram eleitos 45 deputados estaduais para a Assembleia Legislativa do Ceará.

Representação eleita
  UDN: 21
  PSD: 16
  PSP: 5
  PR: 2
  PTB: 1

Fonteː
| Deputados estaduais eleitos | Partido | Votação | Percentual | Cidade onde nasceu   | Unidade federativa  |
| Elísio Aguiar               | PSD     | 6.438   |            | Coreaú               | Ceará               |
| Franklin Chaves             | PSD     | 6.282   |            | Fortaleza            | Ceará               |
| Manuel de Castro            | UDN     | 6.077   |            | Morada Nova          | Ceará               |
| Gomes da Silva              | PSD     | 6.007   |            | Uruburetama          | Ceará               |
| Almir Pinto                 | PSD     | 5.847   |            | Lavras da Mangabeira | Ceará               |
| Francisco Ponte             | PSD     | 5.767   |            | Santana do Acaraú    | Ceará               |
| Edval de Melo Távora        | UDN     | 5.764   |            | Iguatu               | Ceará               |
| Eliezer Magalhães           | PSP     | 5.707   |            | Quixadá              | Ceará               |
| Raimundo de Moura Fé        | UDN     | 5.489   |            | Simplício Mendes     | Piauí               |
| Figueiredo Correia          | PSD     | 5.450   |            | Várzea Alegre        | Ceará               |
| Perilo Teixeira             | UDN     | 5.407   |            | Itapipoca            | Ceará               |
| Filemon Teles               | UDN     | 5.287   |            | Crato                | Ceará               |
| Francisco Saraiva Xavier    | UDN     | 5.264   |            | Brejo Santo          | Ceará               |
| Moacir Aguiar               | UDN     | 5.168   |            | Fortaleza            | Ceará               |
| José Filomeno Gomes         | PSD     | 5.141   |            | Acaraú               | Ceará               |
| Joel Marques                | PSD     | 5.088   |            | Tauá                 | Ceará               |
| Grijalva Costa              | UDN     | 5.073   |            | Ubajara              | Ceará               |
| Manuel Gomes Sales          | UDN     | 5.046   |            | Acaraú               | Ceará               |
| Álvaro Lins                 | PSP     | 4.946   |            | Pedra Branca         | Ceará               |
| Wilson Gonçalves            | PSD     | 4.946   |            | Cajazeiras           | Paraíba             |
| Abelardo Costa Lima         | UDN     | 4.914   |            | Aracati              | Ceará               |
| Renato Braga                | PSD     | 4.853   |            | Cruzeiro do Sul      | Acre                |
| Conserva Feitosa            | PR      | 4.771   |            | Triunfo              | Pernambuco          |
| Osires Pontes               | PSD     | 4.756   |            | Massapê              | Ceará               |
| Mariano Martins             | PSD     | 4.739   |            | Fortaleza            | Ceará               |
| Péricles Araújo             | UDN     | 4.690   |            | Iguatu               | Ceará               |
| Antônio Gomes de Freitas    | UDN     | 4.678   |            | Tauá                 | Ceará               |
| Raimundo Queiroz            | PSD     | 4.642   |            | Beberibe             | Ceará               |
| Manuel Matoso               | PSD     | 4.525   |            | Apodi                | Rio Grande do Norte |
| Antônio Gentil              | PSD     | 4.518   |            | Fortaleza            | Ceará               |
| Antônio de Carvalho Rocha   | PSP     | 4.396   |            | Granja               | Ceará               |
| José Napoleão               | UDN     | 4.385   |            | Brejo Santo          | Ceará               |
| Vicente Ferrer              | PSD     | 4.380   |            | Lavras da Mangabeira | Ceará               |
| Randal Pompeu               | UDN     | 4.364   |            | São Caetano          | Pernambuco          |
| Edson da Mota Corrêa        | UDN     | 4.314   |            | Caucaia              | Ceará               |
| Jeová Costa Lima            | UDN     | 4.077   |            | Itaiçaba             | Ceará               |
| Augusto Benevides           | UDN     | 4.000   |            | Mombaça              | Ceará               |
| Ademar Távora               | UDN     | 3.935   |            | Jaguaribe            | Ceará               |
| José Crispino               | UDN     | 3.935   |            | Quixadá              | Ceará               |
| Quintílio Teixeira          | UDN     | 3.932   |            | Icó                  | Ceará               |
| João de Alencar Melo        | UDN     | 3.923   |            | Fonte Boa            | Amazonas            |
| Péricles Moreira da Rocha   | PR      | 3.910   |            | Fortaleza            | Ceará               |
| Raimundo Ivan               | PSP     | 3.592   |            | Fortaleza            | Ceará               |
| Manuel Honorato             | PSP     | 2.953   |            | Morada Nova          | Ceará               |
| Firmo de Aguiar             | PTB     | 2.125   |            | Massapê              | Ceará               |
| Fonte:                      |         |         |            |                      |                     |